# Aeranthes ambrensis
Aeranthes ambrensis är en orkidéart som beskrevs av Toill.-gen., Ursch och Jean Marie Bosser. Aeranthes ambrensis ingår i släktet Aeranthes och familjen orkidéer. Inga underarter finns listade i Catalogue of Life.